# Patricia García
Patricia García (2 de dezembro de 1989) é uma jogadora de rugby sevens espanhola.

## Carreira
Patricia García integrou o elenco da Seleção Espanhola Feminina de Rugbi de Sevens, na Rio 2016, que foi 7º colocada.